# 那些你很冒險的夢
《那些你很冒險的夢》（英語：Those Were The Days）是新加坡歌手林俊杰的歌曲，由王雅君作词，林俊杰作曲，收录于林俊杰2011年12月31日发行的专辑《学不会》。截至2022年，该曲的全球总串流量已超过18亿次。

## 简介
整张专辑最早创作的歌曲，林俊杰式的悲伤情歌。描述了两个逐渐疏远的恋人之间的心灵挣扎和痛苦无奈的情感。歌词中回忆起那些共同的美好时光，每一次回想都如刀割般痛苦，而那些曾经的美梦已成为无法追寻的过去。

## 音樂錄影帶
《那些你很冒险的梦》MV于2012年2月9日首播，由陈映之执导，林俊杰出演。

## 现场演出
2018年12月31日，林俊杰亮相江蘇衛視跨年演唱会，連唱6首歌，当《那些你很冒險的夢》旋律響起，林俊杰站上舞臺中央的一艘小船上，整個舞臺化身一片海洋，栩栩如生的AR美人魚在舞臺遊弋，騰空躍起再落入水中，令人看了震撼。歌曲接近尾聲，由孙珍妮飾演的真人美人魚出現在小船的旁邊，AR美人魚和真人飾演的美人魚的無縫切換，让觀眾驚喜連連。而此次舞臺效果從策劃到AR動畫的製作，前後耗時了近三個月的時間。2023年底，林俊杰参与了湖南卫视的你好星期六节目，并且在节目上和许多艺人，例如张远，苏醒和杨迪集体合唱了《那些你很冒险的梦》。

## JJ20版
《那些你很冒险的梦 (JJ20版)》于2022年9月15日发行，是林俊杰为了庆祝出道20周年而重新改編、重唱，同时作为《RO仙境傳說：愛如初見》遊戲主題曲推出。后收录于林俊杰2023年发行的专辑《重拾_快乐》实体版。

### 音乐视频
〈那些你很冒險的夢(JJ20版)〉MV請到亞洲知名導演陳奕仁操刀，動員60多名演員，耗資近8位數打造。配合劇情需求，林俊傑有很多衝鋒和揮劍的動作，他自我要求高，加碼自喊重來，只為了讓MV更完美，非常敬業。MV中还帶入了手遊元素，號稱真材實料，耗資近千萬打造純木工城堡、鐘樓，連地上的沙和草皮都是真實的，並請到退休名噴畫家李錫堅大師，特別為MV「重出江湖」，讓林俊杰感動不已。

### 现场演出
2022年11月，庆祝其出道20周年的林俊杰启动了「JJ20世界巡回演唱会」，该曲作为巡演的固定曲目，在每场演唱会均有表演。

## 翻唱
- 2017年8月11日，陈颖恩（中国新歌声第二季 第5期）
- 2017年10月8日，高恺蔚（The Voice 决战好声 第4期）
- 2017年11月24日，张浩泽（梦想的声音第二季 第4期）
- 2018年8月4日，陈立农（2018青春芒果夜）
- 2019年8月8日，孙珍妮（孙珍妮生日主题公演）
- 2024年8月31日，THE BOYZ（2024 THE BOYZ WORLD TOUR : ZENERATION II in MACAU）[9]
- 2024年11月2日，黄霄云（「宇宙无敌号」2024北京演唱会）

## 人员
| 原版： 以下资料整理自网易云音乐歌曲页面 （页面存档备份，存于）。 - 配唱编写－许环良 - 制作协力－陈炯顺、温晋禾 - 键盘－吴庆隆 - 吉他－Jamie Wilson - 弦乐－中国国家交响乐团 - 和声编写－许环良 - 和声－Wilson Tan - 录音室－Impact Studio (台北)、Boss Studio (新加坡)、The Embassy (北京)、中央新影录音棚 (北京) - 录音师－陈忠弘、Philip Wong、王帅、李岳松 - 混音室－The Embassy (北京)、The Park (新加坡) - 混音师－许环良 - 母带后期处理制作人－林俊杰 - 母带后期处理录音室－Oasis Mastering - 母带后期处理录音师－Gene Grimaldi - OP－Linfair Music Publishing Ltd. 福茂著作权、JFJ Productions Corp. - SP－Universal Music Publishing Ltd. Taiwan | JJ20版： 以下资料整理自网易云音乐歌曲页面 （页面存档备份，存于）。 - 配唱制作－林俊杰 - 制作协力－黄冠龙、周信廷、蔡宥绮、蔡凯升 - 管弦乐编写－赖暐哲 - 吉他－黄冠龙 - 弦乐－李琪弦乐团 - 长笛－庄蕙竹 - 单簧管－张端庭 - 双簧管－高杰 - 和声编写－林俊杰 - 和声－林俊杰 - 录音室－THE JFJ SINGULARITY（台北）、THE JFJ Sanctuary（台北） - 录音师－林俊杰、黄冠龙、周信廷 - 混音室－mixHaus (洛杉矶) - 混音师－Richard Furch - 后期母带处理制作人－林俊杰 - 后期母带处理录音室－Brian Gardner Mastering - 后期母带处理录音师－Brian "Big Bass" Gardner |